# Centre de tri du courrier de Nancy
Le centre de tri du courrier de Nancy est un ancien centre de tri du courrier situé boulevard Joffre à Nancy, qui a été construit par Claude Prouvé de 1969 à 1972. En 2008, après un débat passionné sur sa destruction ou non, il a été décidé que le bâtiment deviendrait le nouveau palais des congrès de Nancy. Réhabilité par l'architecte Marc Barani, le Centre Prouvé a été inauguré en juin 2014.

## Activités postales
Les postiers appelaient communément ce centre de tri Nancy Gare (du fait de sa proximité avec la gare de Nancy) ou Nancy CTC (sigle de « centre de traitement du courrier »).
Il traitait l'ensemble des plis postaux en concentration et en dispersion du département de Meurthe-et-Moselle. Ses activités furent transférées fin 2006 - début 2007 à la plateforme industrielle courrier (PIC) de Lorraine, située à Pagny-lès-Goin, à proximité de l'aéroport Metz-Nancy-Lorraine et de la gare de Lorraine - TGV.
À sa fermeture, le centre disposait de trois machines de tri petit format « ELIT », et d'une machine ségrégatrice, redresseuse, et oblitératrice « NEC ». 
Les activités de distribution du courrier de Nancy (code postal 54000) ont occupé un étage du centre de tri, jusqu'à leur départ en 1988 pour « Nancy RP » (recette principale), surnommée la « Grande Poste », située rue Maurice-Barrès. Jusqu'en 1990, à l'ouverture de la plate-forme colis de Bar-le-Duc, le centre disposait d'une machine prototype de tri paquet « PRYSME ». En 2003, l'extension du tri TG3 a nécessité l'installation d'un troisième ELIT.
Le bâtiment fut construit par La Poste sur un terrain appartenant à la société nationale des chemins de fer français (SNCF).

## Valeur architecturale
Le Centre Pompidou a intégré le bâtiment dans sa collection d'architecture au travers de dessins présentant l'avant-projet, et la maquette du projet définitif.
Le bâtiment a également reçu en 2001 le label « Patrimoine du XXe siècle » du ministère de la Culture.

## Le Centre des Congrès

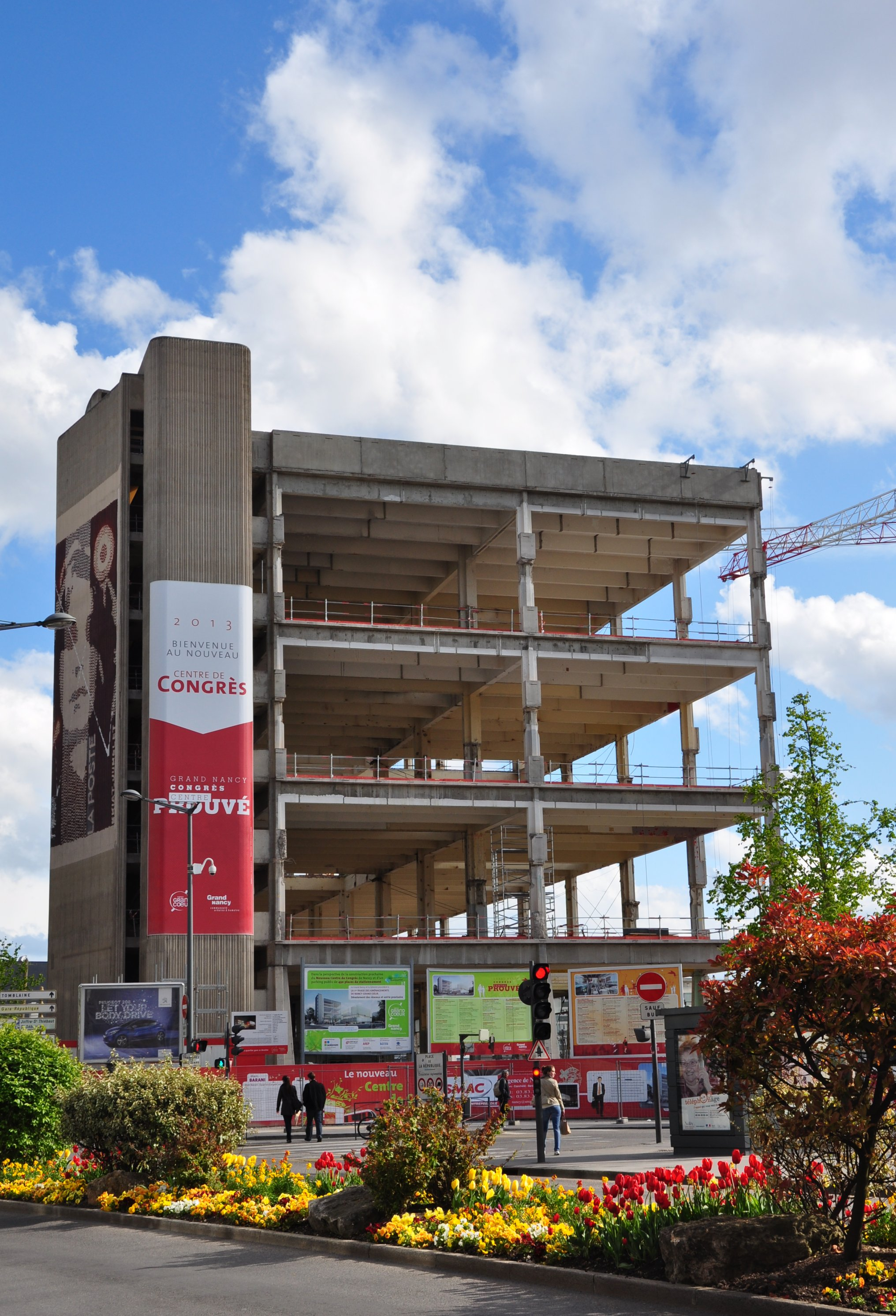
Le bâtiment en cours de réhabilitation en vue de devenir le centre des congrès (avril 2012).

En 2008, la Communauté urbaine du Grand Nancy a initié la réhabilitation du centre de tri du courrier en centre des congrès, et a confié les études et les travaux à l'architecte Marc Barani avec la collaboration de l'acousticien Francis Fontanez et l'agence de scénographie dUCKS scéno. D'un montant de 55,6 millions d'euros pour une surface nette de 19 000 m2, le centre des congrès comprend deux amphithéâtres de 850 places et 300 places, une halle d'exposition, des salles de réunions modulables et un restaurant pouvant accueillir 1200 couverts.
Le centre des congrès a ouvert au public le 28 juin 2014.

## Sources
- Fiche sur le site du DOCOMOMO
- Grégoire Allix, « À Nancy, la cathédrale industrielle en sursis », Le Monde,‎ 15 avril 2007, p. 22 (lire en ligne)